# Fairholme
Fairholme är en ort i Australien. Den ligger i kommunen Lachlan och delstaten New South Wales, i den sydöstra delen av landet, omkring 360 kilometer väster om delstatshuvudstaden Sydney. Orten hade 43 invånare år 2021.